# Cucullia amota
Cucullia amota là một loài bướm đêm trong họ Noctuidae.